# じゅんご
じゅんご（1977年5月27日 - ）は、日本のピン芸人。本名：佐々木 順吾（ささき じゅんご）。埼玉県東松山市出身。浅井企画所属。

## 略歴
1996年に、高校で同じクラスで席が隣同士だったという友人とのお笑いコンビ『キング the 100トン』でデビューし、解散後は石田龍二とのコンビ『ガツン!!』として活動。2002年からピン芸人として活動している。

## 芸風
ネタは自分で考えた歌である『ファニーミュージック』というものを主なネタにしている。「名字は佐々木!」という本名を明かすような自己紹介ネタで始まり、「べらんちょんちょんちょべらんちょ」というリズムで終わるというパターンとなっている。手の甲を手で叩いてリズムを取ることも特徴の1つ。
他には主に『俺のメンタル面』の歌や、「Come on、Come on、どした?」と客を乗せようとする歌、『サザエさん』をネタにした一人コントとリズム芸などがある。
また、ライブでは客いじりをすることがよくある。

## 出演
テレビ番組
- ゲンセキ（TBSテレビ、2005年5月11日・25日）
- 関根&優香の笑う春休み2006（テレビ朝日、2006年3月26日）
- テレビゲラッチョ!（スペースシャワーTV、2007年4月 - 終了時期不明）
- 爆笑オンエアバトル（NHK総合）戦績0勝3敗 最高301KB
- エンタの神様（日本テレビ）キャッチコピーは「べらんちょなファニーM（ミュージック）」→「べらんちょなファニーM♪（ミュージック）」

ラジオ番組
- tre-sen（FMヨコハマ） - レポーター・アシスタント
- TALKING DRAGON（ミュージックバード）
- レコメン!（文化放送）
- のーぎゃらくん（BSQR489）
- God Bless Saturday〜ゴブサタ〜（FMヨコハマ、2012年10月 - ）
- Tresen+（FMヨコハマ、2012年10月 - 2017年3月） -  アシスタント
- Tresen Friday （FMヨコハマ、2017年4月 - ）

インターネットテレビ
- G-ミランカ（ミランカ、2007年1月 - 3月）

ライブ
- お笑いネオネオダイナマイトショー
- 雷ライブ（浅草フランス座演芸場東洋館）
- じゅんご単独ライブ ショッパナ